# 五坊寂静院
五坊寂静院（ごぼうじゃくじょういん）は、和歌山県伊都郡高野町にある、高野山真言宗の寺院。高野山（金剛峯寺）の子院の一つで、高野十谷のうちの一心院谷に位置する。

## 概要
寺伝によると「妙法蓮華経」に因む、妙智坊・法智坊・蓮智坊・華智坊・経智坊という宿坊があり、これらを一心院としたのが明寂であるという。その後、行勝上人が相伝し、貞暁が五坊寂静院と改称したという。後醍醐天皇・後村上天皇・後土御門天皇・後柏原天皇などの歴代天皇より綸旨を賜り、勅願寺となった。平安時代以降、高野山を構成した高野三方の学侶方に属し、相当な有力寺院であった。

## 歴史
- 1198年（建久9年）八条女院は、不動堂・八大童子像・不動明王像を寄進する。
- 1223年（貞応2年）貞暁は、伽藍を再建し、五坊寂静院と改称する。
- 1248年（宝治2年）日蓮が遊学する。
- 1908年（明治41年）不動堂・八大童子像・不動明王像を金剛峯寺へ移設する。
- 1940年（昭和15年）火災により、本堂が焼失する。
- 1967年（昭和42年）中宮寺旧本堂を五坊寂静院へ移築する。

## 文化財

### 重要文化財（国指定）
- 木造阿弥陀如来及両脇侍立像
- 絹本著色不動明王三童子像